# Dragutin Dimitrijević
Dragutin Dimitrijević, även känd som Apis, född den 17 augusti 1876, död 27 juni 1917 (avrättad), var en serbisk officer och nationalist. 
Dimitrijević var delaktig i statskuppen och mordet på kungen Alexander I av Serbien i juni 1903 där han även själv skottskadades svårt. Han var 1911 en av grundarna av den storserbiska, hemliga organisationen Svarta handen som stod bakom mordförsök på flera utländska furstar. Dimitrijević blev 1913 överste vid generalstaben och chef för dess underrättelseväsen. Dimitrijević var stabschef vid en armé under första världskriget, då han 1916 häktades i Saloniki för underhandlingar med fienden och anstiftan till mord mot kronprinsen-regenten Alexander och erkände då också sin inblandning i anstiftan av skotten i Sarajevo (den serbiske premiärministern Nikola Pašić hade i själva verket känt till denna koppling redan innan mordet inträffade, men hade hållit den hemlig för utomstående). Han arkebuserades 1917.